# Autotomie

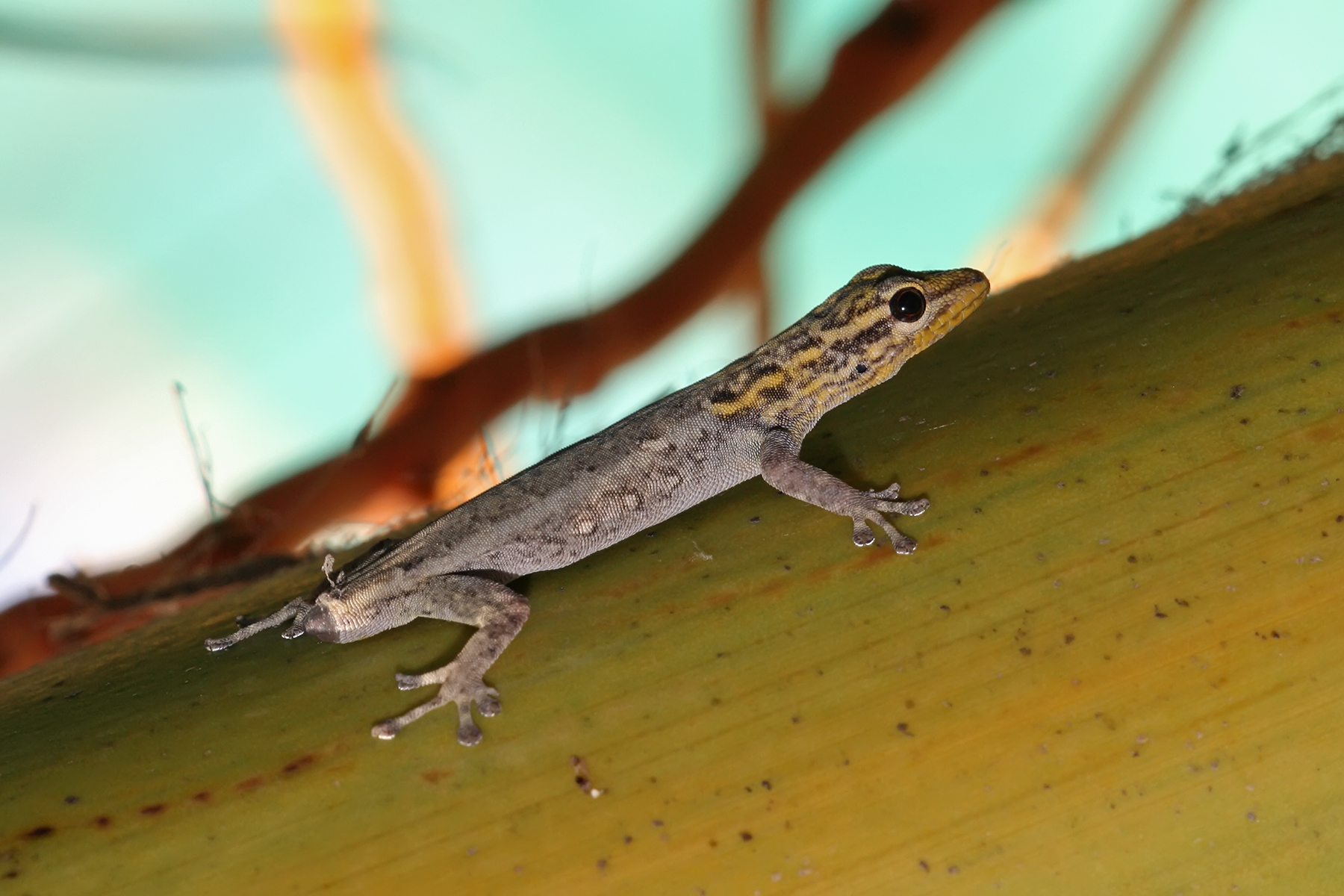
Gekon Lygodactylus picturatus po autotomii

Autotomie je obranné chování některých živočichů spočívající v odvrhnutí určité okrajové části těla.
Autotomie je rozšířena například u měkkýšů, korýšů a ostnokožců, kteří mohou odvrhovat chapadla, končetiny nebo ramena. Jediným orgánem, který mohou odvrhnout obratlovci, je ocas. Odvržení ocasu se nazývá kaudální autotomie (lat. cauda – ocas). V případě nebezpečí jsou schopni odvrhnout ocas někteří ocasatí obojživelníci, dále hatérie novozélandská, mnozí ještěři, některé amfisbény, několik málo druhů hadů a dokonce někteří savci (např. hlodavci).

## Regenerace
S autotomií souvisí regenerace, což je schopnost vytvářet relativně složité struktury, které byly z nejrůznějších příčin ztraceny. Regenerace je mnohem rozšířenější než autotomie. Při regeneraci dochází často k odchylkám od normálního vývoje, takže se v přírodě můžeme setkat například s ještěrkami se dvěma i více ocasy. Slepýšům ocas neregeneruje, nedorůstá.

## Význam autotomie
Autotomie je důležitá pro přežití živočicha napadeného predátorem. Dokládá to i experiment, při němž byli útokům přirozeného hadího predátora vystaveni gekoni s normálně vyvinutým ocasem a gekoni, kteří ocas v důsledku autotomie ztratili. Zjistilo se, že 37 % zdravých jedinců uniklo díky autotomii, zatímco všech 100 % bezocasých bylo uloveno.
Příčinou odvržení ocasu nemusí být vnější síla působená např. predátorem nebo člověkem při odchytu. Ocas může být odvržen výlučně činností ocasních svalů, aniž by se ho někdo (něco) dotkl(o).

## Proč se v některých liniích plazů autotomie nevyvinula
Obecně platí, že autotomie se nevyvinula tehdy, pokud má ocas nějakou významnou funkci, například uchopovací (chameleoni), obrannou (varani), balanční (agamy), lokomoční (pro pohyb ve vodě; krokodýli).